# Trachypithecus ebenus
Il presbite nero indocinese (Trachypithecus ebenus) è una specie di presbite poco conosciuta originaria del Laos e delle regioni adiacenti del Vietnam. In origine era stato descritto come una sottospecie di T. auratus, ma in seguito si è scoperta la sua appartenenza al gruppo di T. francoisi, tanto che alcuni continuano a ritenerlo una sottospecie di quest'ultimo. Si è cominciato a considerarlo una specie vera e propria solo nel 2001.

## Tassonomia
Se si eccettua il pelame quasi completamente nero, ricorda gli altri membri del gruppo di T. francoisi. Caso unico del gruppo, sembra essere parapatrico di T. hatinhensis, tanto che sono noti casi inconfutabili di intergradazione con questa specie; inoltre, da un punto di vista genetico, sono poco distinguibili l'uno dall'altro. Ciò ha portato a suggerire che T. ebenus sia una forma nera di quel taxon, o forse una sottospecie di  T. laotum.